# Museo de Arte Sacro de San Miguel de Tucumán

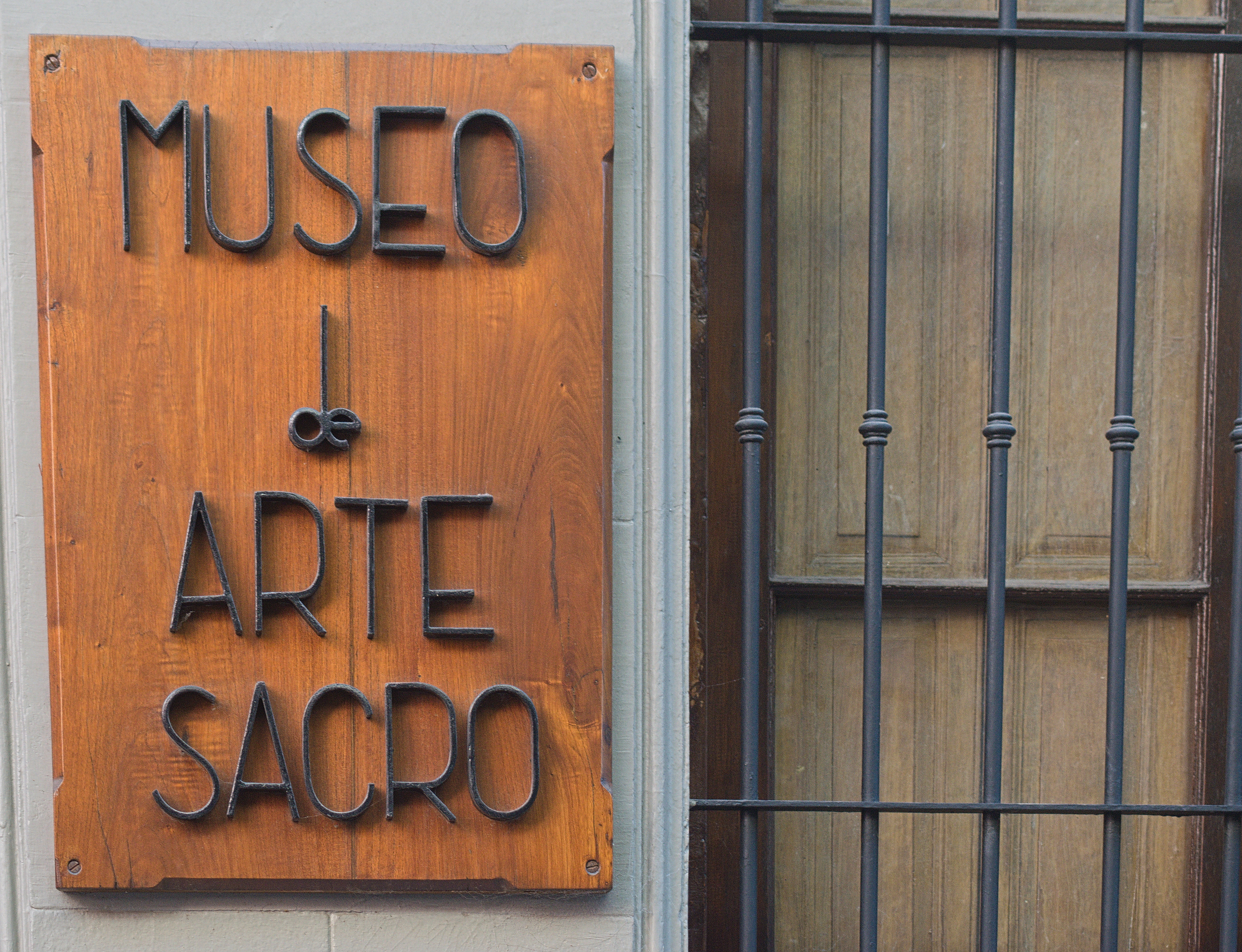
MuseodeArteSacro-entrada-SanMigueldeTucuman

El Museo de Arte Sacro es un museo de San Miguel de Tucumán, Tucumán, Argentina. Este se halla en la peatonal Congreso contiguo a la Iglesia Catedral, perteneciendo a la Arquidiócesis de Tucumán.

## Historia
El museo fue creado el 25 de julio de 1968 gracias al arzobispo Blas Conrero, monseñor Segundo Soria y Susana Rouges, quien sería directora del lugar. Su nombre original era Museo de la Catedral, al exhibir elementos litúrgicos que tras el Concilio Vaticano II dejaron de utilizarse.
Luego de la muerte de Rouges en 1995, el espacio cerró hasta que fue reabierto en 2001 en su actual ubicación por intermediación de monseñor José Arbó. En 2010 se robaron del espacio dos custodias de plata, oro y diamante. En ocasión del Bicentenario de la Independencia Argentina, se remodelaron las salas del museo y se acondicionó una para exposiciones temporales.

## Descripción
El Museo de Arte Sacro dispone de cinco salas y 300 piezas artísticas religiosas que constan desde el siglo XVII hasta el siglo XXI. Estas obras son pinturas, ornamentos de platería, esculturas, medallas, estampas, mobiliario de la época, instrumentos musicales y libros.
Las principales son el óleo proveniente del Alto Perú de la Virgen del Rosario de Pomata, un cuaderno de Fray Mamerto Esquiú, el óleo La Messe, el reclinatorio utilizado por Juan Pablo II en su visita a Tucumán en 1987, una imagen tallada en madera de San Francisco de Paula, entre otros. Asimismo en el jardín se encuentra el mural La Pasión del artista Isaías Nogués de 2011 y una sala de exposiciones transitorias con los murales de La Sagrada Familia y La Crucifixión de Juan Antonio Ballester Peña.